# 濁水溪的契約
《濁水溪的契約》，《公視人生劇展》「河川三部曲」之二（另兩部為《蘭陽溪少年》及《浮華淡水》），鄭文堂執導，1999年10月7日首播。本劇入圍第35屆金鐘獎最佳單元劇獎、最佳戲劇導播獎、最佳編劇獎、最佳男主角獎及最佳男配角獎，最終由戴立忍獲得最佳男主角獎。2009年，在公視人生劇展十週年慶「十時有你，金采人生」中，本劇為網路票選TOP10。

## 劇情簡介
剛出獄的王文東，巧遇因感情糾紛而走避花蓮的台客少年李明南。兩人達成協議，只要阿南帶阿東找到他的地契上的那塊土地，就把土地送一半給阿南。

阿東與阿南便踏上了這段尋地之旅。在這段尋找阿東亡母口中的天堂的旅途中，不管是年齡或是性格都相異甚大的兩人，因為態度和價值觀幾次發生爭執與衝突，卻也因為這些衝突讓兩人的情誼更加緊密，更堅定地往那心中的天堂逐步前進。

## 演員
- 戴立忍 飾 王文東 (阿東)
- 莫子儀 飾 李明南 (阿南)
- 范瑞君 飾 花姐
- 杜思慧 飾 露露
- 曾　勉 飾 東母
- 王恩詠 飾 阿草
- 劉玉珠 飾 南母
- 張鳳容 飾 小莉
- 林榮裕 飾 朋友
- 林文新 飾 酒客1
- 林振益 飾 酒客2
- 吳啓章 飾 酒客3
- 林益淇 飾 酒客4
- 李練益 飾 黑幫1
- 楊齊永 飾 黑幫2
- 許永憲 飾 打手1
- 黃崇遠 飾 打手2
- 姜凊如 飾 女孩

## 獎項
- 2000年：獲得第35屆金鐘獎「最佳男主角獎」
- 2000年：入圍第35屆金鐘獎「最佳單元劇獎」、「最佳戲劇導播獎」、「最佳編劇獎」、「最佳男配角獎」
- 2000年：入圍第5屆亞洲電視節「最佳男主角獎」

## 外部連結
- 開眼電影網上《濁水溪的契約》的資料（繁體中文）
- 豆瓣电影上《濁水溪的契約》的資料 （简体中文）
- 互联网电影数据库（IMDb）上《濁水溪的契約》的资料（英文）

| 公視主頻 週日22:00~23:30 | 公視主頻 週日22:00~23:30    | 公視主頻 週日22:00~23:30 |
| ------------------------ | --------------------------- | ------------------------ |
|                          | 濁水溪的契約 （1999.10.07） |                          |
| （1999.09.30）           | （1999.10.14）              |                          |